# Cameraria obovalis
Cameraria obovalis är en oleanderväxtart som beskrevs av Brother Alain. Cameraria obovalis ingår i släktet Cameraria och familjen oleanderväxter. Inga underarter finns listade i Catalogue of Life.